# Seznam evroposlancev
Seznam evroposlancev je krovni seznam.

## Seznami
- seznam evroposlancev po državah
- seznam evroposlancev po imenih
- seznam evroposlancev po mandatih
- seznam evroposlancev po političnih strankah